# D.I.C.E. Awards 2021
24-я церемония награждения D.I.C.E. Awards (англ. 24th Annual D.I.C.E. Awards) прошла 22 апреля 2021 года и отметила выдающиеся достижения игровой индустрии за 2020 год. Церемония была проведена Академией интерактивных искусств и наук в режиме онлайн, в связи с пандемией COVID-19. Ведущими выступили Грег Миллер, Джессика Чобот и Кахлиф Адамс.
По итогам церемонии Hades была названа игрой года, она же получила больше всего наград.

## Номинации и победители
Номинанты были объявлены 26 января 2021 года. Победители были объявлены на виртуальной (онлайн) церемонии 22 апреля 2021 года.
| Игра года Победитель: - Hades Номинанты: - Animal Crossing: New Horizons - Final Fantasy VII Remake - Ghost of Tsushima - The Last of Us Part II | Онлайн-игра года Победитель: - Fall Guys: Ultimate Knockout Номинанты: - Animal Crossing: New Horizons - Call of Duty: Black Ops Cold War - Ghost of Tsushima - Tetris Effect                      |
| Мобильная игра года Победитель: - Legends of Runeterra Номинанты: - HoloVista - Little Orpheus - Song of Bloom - South of the Circle | Выдающееся достижение среди инди-игр Победитель: - Hades Номинанты: - Coffee Talk - If Found… - Kentucky Route Zero: TV Edition - Noita                                                            |
| VR-игра года Победитель: - Half-Life: Alyx Номинанты: - Down the Rabbit Hole - Paper Beast - The Room VR: A Dark Matter - The Walking Dead: Saints & Sinners                                                                                                | Техническое достижение в сфере VR Победитель: - Half-Life: Alyx Номинанты: - Mario Kart Live - Museum of Other Realities - Paper Beast - Tempest                                                   |
| Выдающееся достижение в игровой режиссуре Победитель: - Hades Номинанты: - Ghost of Tsushima - Half-Life: Alyx - Kentucky Route Zero: TV Edition - The Last of Us Part II                                                                                   | Выдающееся достижение в геймдизайне Победитель: - Hades Номинанты: - Ghost of Tsushima - Half-Life: Alyx - The Last of Us Part II - Marvel’s Spider-Man: Miles Morales                             |
| Выдающееся достижение в области анимации Победитель: - The Last of Us Part II Номинанты: - Final Fantasy VII Remake - Marvel's Spider-Man: Miles Morales - Ori and the Will of the Wisps - Spiritfarer                                                      | Выдающееся достижение в художественном оформлении Победитель: - Ghost of Tsushima Номинанты: - Hades - The Last of Us Part II - Marvel's Spider-Man: Miles Morales - Ori and the Will of the Wisps |
| Выдающееся достижение в создании персонажей Победитель: - Майлз Моралес (Marvel’s Spider-Man: Miles Morales ) Номинанты: - Эйвор Варинсдоттер (Assassin’s Creed Valhalla) - Загрей (Hades) - Эбби (The Last of Us Part II) - Элли (The Last of Us Part II ) | Выдающееся достижение в оригинальном саундтреке Победитель: - Ghost of Tsushima Номинанты: - Carrion - Little Orpheus - Ori and the Will of the Wisps - The Pathless                               |
| Выдающееся достижение в звуковом дизайне Победитель: - Ghost of Tsushima Номинанты: - Dreams - The Last of Us Part II - Ori and the Will of the Wisps - Sackboy: A Big Adventure                                                                            | Выдающееся достижение в повествовании Победитель: - The Last of Us Part II Номинанты: - 13 Sentinels: Aegis Rim - Ghost of Tsushima - Hades - Kentucky Route Zero: TV Edition                      |
| Выдающееся достижение в области технологий Победитель: - Dreams Номинанты: - Ghost of Tsushima - The Last of Us Part II - Mario Kart Live - Microsoft Flight Simulator                                                                                      | Экшен года Победитель: - Hades Номинанты: - Doom Eternal - Half-Life: Alyx - Marvel's Spider-Man: Miles Morales - Nioh 2                                                                           |
| Приключенческая игра года Победитель: - Ghost of Tsushima Номинанты: - Assassin’s Creed Valhalla - Kentucky Route Zero: TV Edition - The Last of Us Part II - Ori and the Will of the Wisps                                                                 | Семейная игра года Победитель: - Animal Crossing: New Horizons Номинанты: - Astro’s Playroom - Dreams - Fall Guys: Ultimate Knockout - Sackboy: A Big Adventure                                    |
| Файтинг года Победитель: - Mortal Kombat 11 Ultimate Номинанты: - EA Sports UFC 4 - Granblue Fantasy Versus - Them’s Fightin’ Herds | Гоночная игра года Победитель: - Mario Kart Live Номинанты: - Dirt 5 - F1 2020 |
| Ролевая игра года Победитель: - Final Fantasy VII Remake Номинанты: - Cyberpunk 2077 - Persona 5 Royal - Wasteland 3 - Yakuza: Like a Dragon | Спортивная игра года Победитель: - Tony Hawk's Pro Skater 1 + 2 Номинанты: - FIFA 21 - MLB The Show 20 - NBA 2K21 - PGA Tour 2K21                                                                  |
| Стратегия/симулятор года Победитель: - Microsoft Flight Simulator Номинанты: - Crusader Kings III - Desperados III - Monster Train - Per Aspera | |

Источник: